# Скотт Бреш
Скотт Бреш  (англ. Scott Brash, 23 листопада 1985) — британський вершник, дворазовий олімпійський чемпіон.

## Виступи на Олімпіадах
| Олімпіада   | Дисципліна       | Місце        |
| ----------- | ---------------- | ------------ |
| Лондон 2012 | конкур, особисті | 5            |
| Лондон 2012 | конкур, командні | Золото       |
| Токіо 2020  | конкур, особисті | 8            |
| Токіо 2020  | конкур, командні | не стартував |
| Париж 2024  | конкур, особисті | 6            |
| Париж 2024  | конкур, командні | Золото       |